# Booster (elettrotecnica)
Il booster è un dispositivo elettrico adoperato nella trasmissione dell'energia, allo scopo di regolare la tensione di esercizio, compensando la cadute conseguenti di diversi tipi di carico. 
Nel caso generale delle correnti alternate, i booster possono essere assimilati a trasformatori e autotrasformatori, nei quali il primario è alimentato dalla linea, mentre il secondario è collegato in serie con gli stessi conduttori di linea, alla quale aggiunge o toglie la sua forza elettromotrice. Gli avvolgimenti di regolazione sono suddivisi in più sezioni che fanno capo ad altrettante prese (contatti), in maniera da poter essere inclusi od esclusi per parti, dando così modo a una regolazione discontinua a gradini.
Le categorie dei booster sono tre:
- longitudinali, che regolano la tensione di esercizio;
- trasversali, che regolano solamente la ripartizione dei carichi elettrici su diverse linee;
- misti, che attuano entrambe le regolazioni